# Idjwi

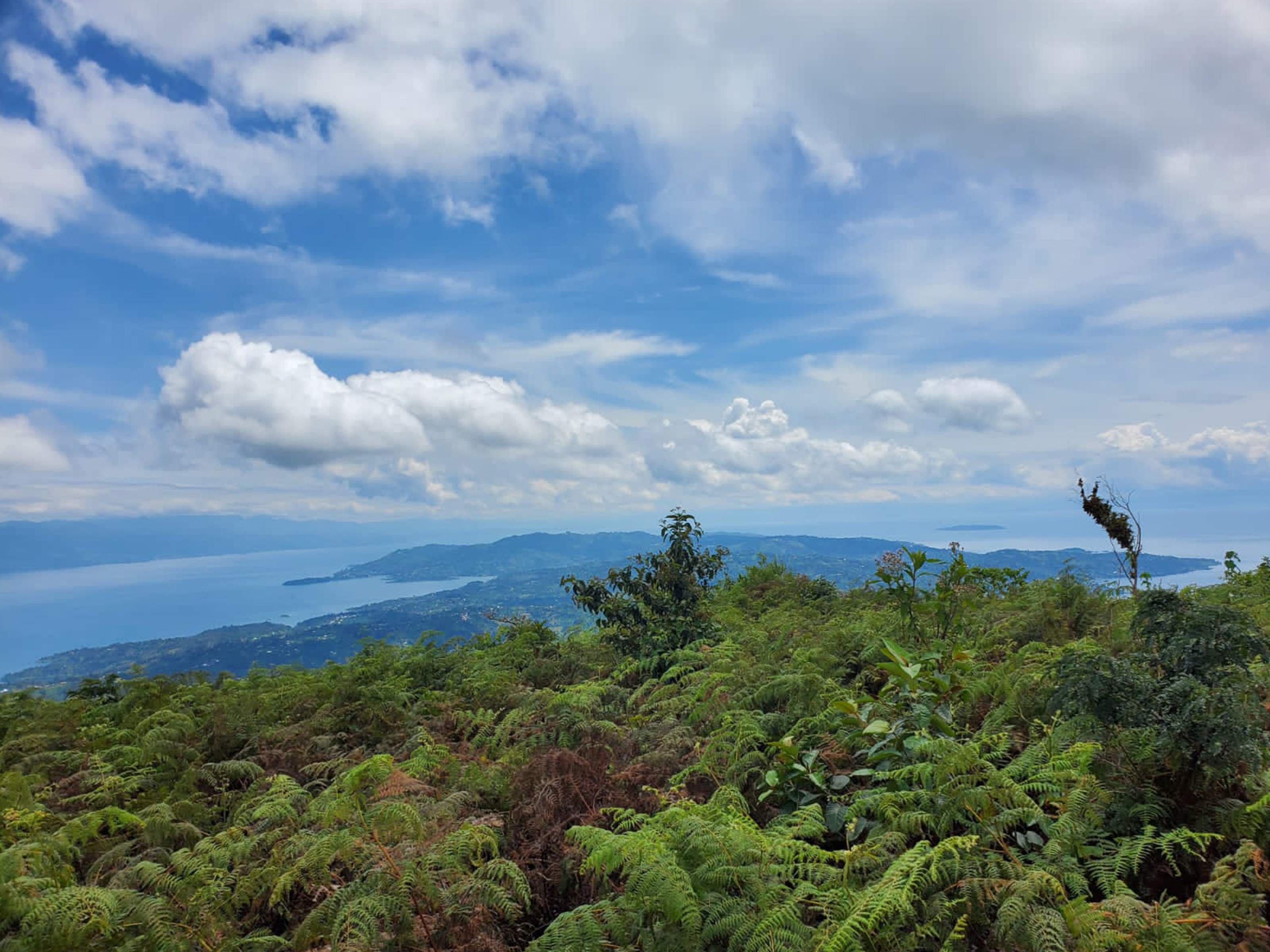
Île Idjwi(Sud kivu)

Idjwi est une île de la république démocratique du Congo (RDC) qui se trouve au milieu du lac Kivu, face aux villes de Goma et Bukavu en Afrique de l'Est. D'une superficie de 285 km2, elle est la seconde plus grande île lacustre d'Afrique (après l'île Oukéréoué dans le lac Victoria).

## Géographie

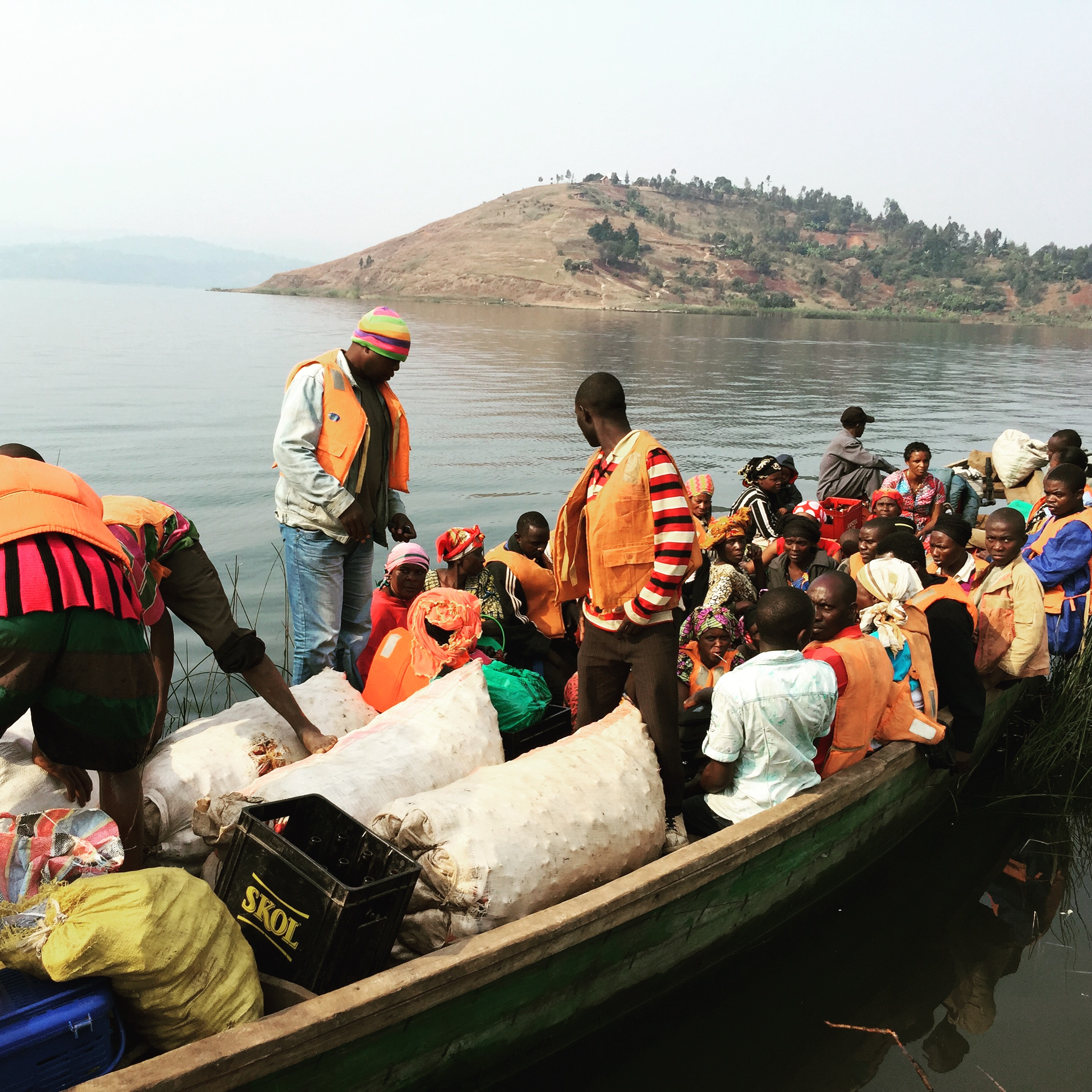
Transport de marchandises d'Idjwi à Bukavu.

L’île d’Idjwi, jadis subdivision administrative de la chefferie de Buhavu en territoire de Kalehe, avait été érigée en territoire autonome par l’ordonnance numéro 078/238 du 29 septembre 1974 portant création de ce territoire. Située au milieu du lac Kivu à mi-chemin entre la ville de Bukavu et celle de Goma, Idjwi est la plus grande île de la RDC et la deuxième île lacustre ou fluviale d'Afrique. Le territoire d’Idjwi est limité au nord par le lac Kivu et la ville de Goma, au sud par le lac Kivu, le Rwanda et le territoire de Kabare, à l’est par le lac Kivu et le Rwanda, à l’ouest par le lac Kivu et les territoires de Kabare et de Kalehe.

### Subdivision administrative
Le territoire d’Idjwi est subdivisé en deux chefferies : La chefferie Rubenga au nord et la chefferie Ntambuka au Sud. La chefferie Rubenga comprend trois groupements à savoir : Bugarula, Bunyakiri et Kihumba ; et la chefferie Ntambuka compte également trois groupements dont : Nyakalengwa, Mpene et Mugote.

### Coordonnées géographiques
Les données géographiques placent l’île d’Idjwi entre 1°56 et 2°8 de latitude Ouest et entre 28°56’ et 29°5’ de longitude Est.

### Climat
Le territoire d’Idjwi connait un climat tempéré doux et humide avec l’intermittence de deux saisons à savoir : la saison de pluie qui s’étend sur neuf mois environ (de septembre à mai) et la saison sèche qui prend pratiquement 4 mois (de mai jusqu’en août). Les températures moyennes annuelles oscillent autour de 17 °C pendant la période la plus froide en saison de pluie et 30° au moment le plus chaud en saison sèche.

### Hydrographie
Bien que le territoire d’Idjwi soit une île, il possède néanmoins ses propres cours d’eau à faible débit allant de 1 à 3 m3/s. Parmi les principaux cours d’eau on trouve : la rivière Kintama, Musheke, Kirheme, Cikoma, Mwiri, Kimalamungo, Kisheke, Bikangi, Kishenyi Bwina et Bukole.

### Sol
Essentiellement sablonneux dans la partie nord et argileux dans la partie sud. La végétation menacée d’extinction est naturellement arbustive et herbeuse parsemée des forêts secondaires.

### Relief
Avec une altitude moyenne de 1 700 m, le territoire d’Idjwi reste dominé par un relief montagneux dont les monts Muganzo au centre Nord (1 829 m d’altitude) et surtout Nyamusisi au centre de l’île, plus haut sommet avec 2 300 m d’altitude.

## Particularités et richesses du territoire

### Insularité
Idjwi se singularise de tous les autres territoires du fait qu’il est entièrement isolé par les eaux. Ce territoire reste donc la seule île interne de la RDC. Ainsi, contrairement à d’autres territoires accessibles par voie routière, c’est seulement par voie lacustre qu’on accède à Idjwi.

### À l'écart des conflits
Une autre singularité de l'île d'Idjwi est qu'elle n'a pas connu de violence de masse depuis le milieu des années 1990.

### Présence de Pygmées
Idjwi est l’un des territoires où l’on trouve les Pygmées. Ceux-ci semblent être les premiers occupants de l’île et se retrouvent dans les deux chefferies mais beaucoup plus dans la chefferie Rubenga où ils sont encadrés par le chef coutumier dans ses activités agricoles.

### Richesses naturelles et productions
L’existence des ressources naturelles comme les minerais et le sable.
Le positionnement de ce territoire dans les eaux favorise la pêche.
Le sol argilo-sablonneux permet la production des briques et des ananas. L'île d'Idjwi est le premier producteur d'ananas au Sud-Kivu, peut-être même en RDC. Les ananas produits par le sol d'Idjwi sont très sucrés et grands. À cela, il faut ajouter comme production agricole les haricots, la banane (e kidôke) et la patate douce, les trois composant la principale alimentation dans l'île, le petit pois (e jêri), la courge (o mûngu), l'arachide (akaranga), le sorgho (amahemba) le manioc doux et amer (o mumbarhi), l'igname (e kiriga), la colocase (e kifunu), l'aubergine (e ntolya), la pomme de terre (e kirayi), etc. Bref, le régime alimentaire sur l'île d'Idjwi est très riche et varié, provenant des produits de la pêche et du sol. C'est pourquoi, le taux de malnutrition (kwashiorkor ou bwaki) est très faible ou quasi nul sur l'île d'Idjwi par rapport aux autres territoires de l'est de la RDC. Deux éléments fondamentaux et spécifiques constituent la gastronomie insulaire d'Idjwi : le kifukama (mélange du haricot et de la banane) et le amavu g'akasigisi, bière locale fabriquée à base de la banane mure et du sorgho, obtenue après un processus sur trois jours de brasserie et de fermentation (kukanda , kurhala, n'okuhongola). Cette bière locale d'Idjwi d'une qualité rare est très prisée et consommée dans les deux grandes villes de l'est de la RDC, Bukavu et Goma. Enfin, l'alimentation végétale est complétée par les produits de l'élevage de chèvres, de poules, et de petits bétails comme les lapins. Les dernières décennies ont vu s'accroître l'élevage des porcs.

## Données culturelles

### Organisation socio-culturelle
Le territoire d’Idjwi ne compte qu’une seule grande tribu : les Bahavus (95 %). En outre, on y trouve également quelques Pygmées et Rwandais qui y vivent. Généralement, il n’y a pas de conflits majeurs entre ces différentes couches de la population. Elles sont regroupées en deux royautés souveraines dirigées par un Mwami (au niveau de chefferie).
Les habitants d’Idjwi sont essentiellement des cultivateurs. L’agriculture de subsistance est pratiquée par la quasi-totalité de la population. Généralement, pour les Bahavu, il appartient à l’homme de labourer les champs et à la femme de semer, de sarcler, de récolter, de vendre les produits au marché local et remettre l’argent à l’homme qui en décide la répartition.
Pour les mariages à Idjwi, de façon formelle, la famille du garçon remet généralement la dot à la famille de la fille. Cette dot est exprimée sous forme de vache. On fait habituellement le mariage coutumier au territoire ou à la chefferie et le mariage religieux à l’église mais plusieurs personnes dévient cette voie formelle et font le mariage par rapt. À Idjwi, on observe beaucoup de mariages précoces. La nuptialité est prononcée chez les jeunes d’Ijwi de moins de 20 ans à cause de la non scolarisation et de chômage.
Dans la culture des Bahavu, l’enfant est un signe de force, de pouvoir et de richesse. Pour eux, il faut avoir autant d’enfants que le bon Dieu voudra. Ainsi, on observe une forte natalité dans les mœurs de la population d’Idjwi. Le système de planification familiale n’est pas bien observé à Idjwi malgré quelques sensibilisations de certaines organisations et des Églises.

## Galerie

Les images de l'île d'Idjwi
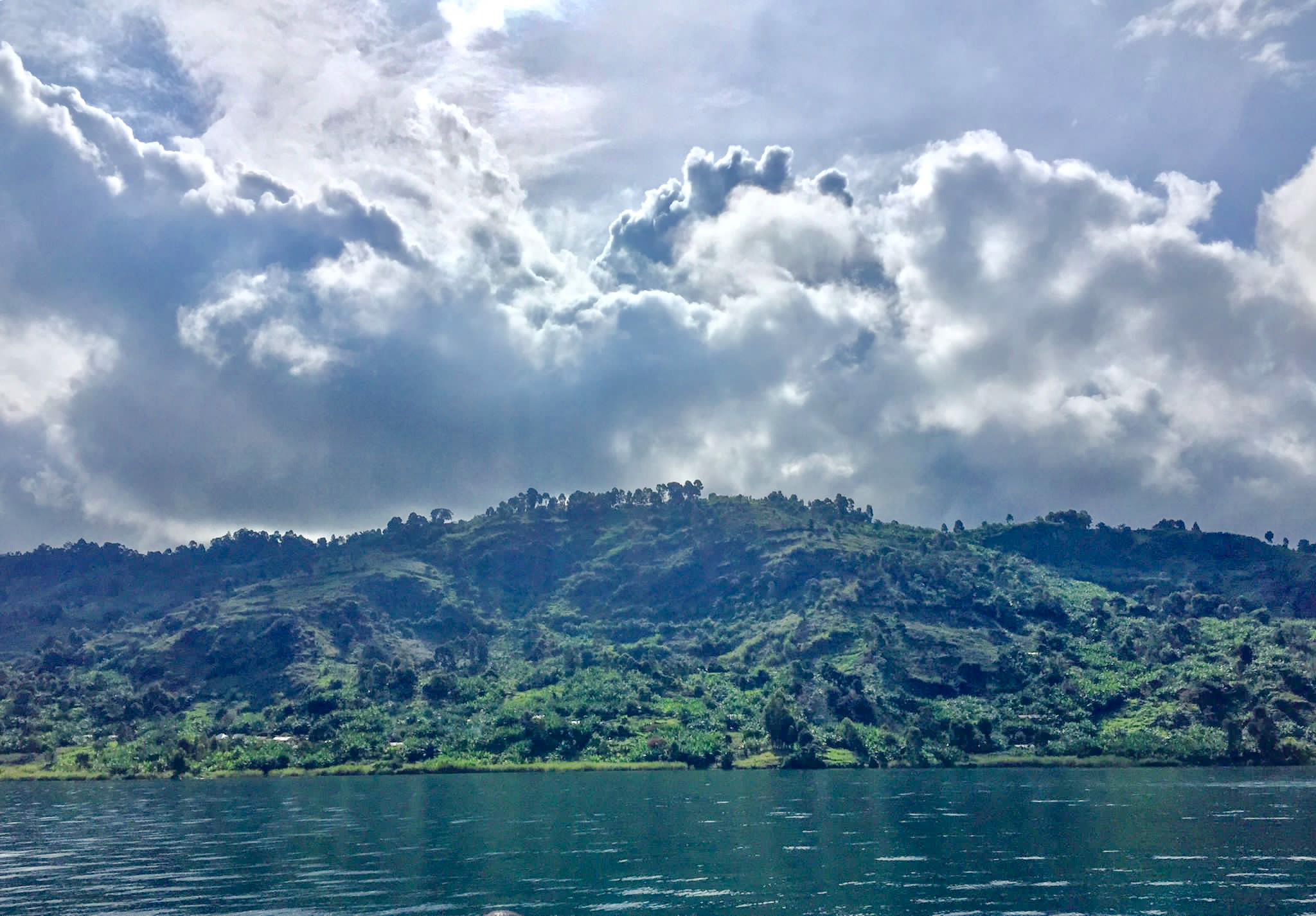
Idjwi vue du Lac Kivu
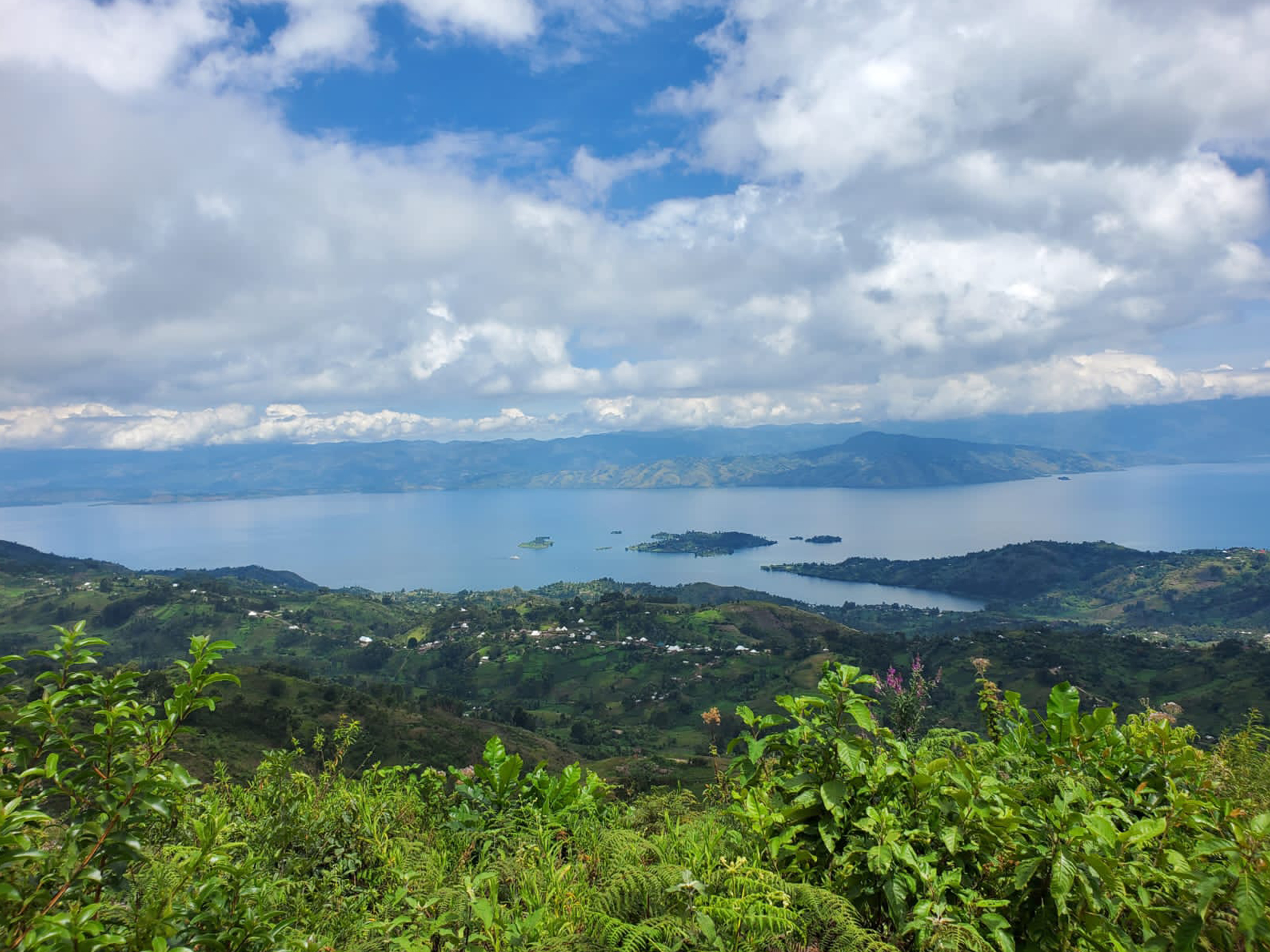
Idjwi dans le Lac Kivu
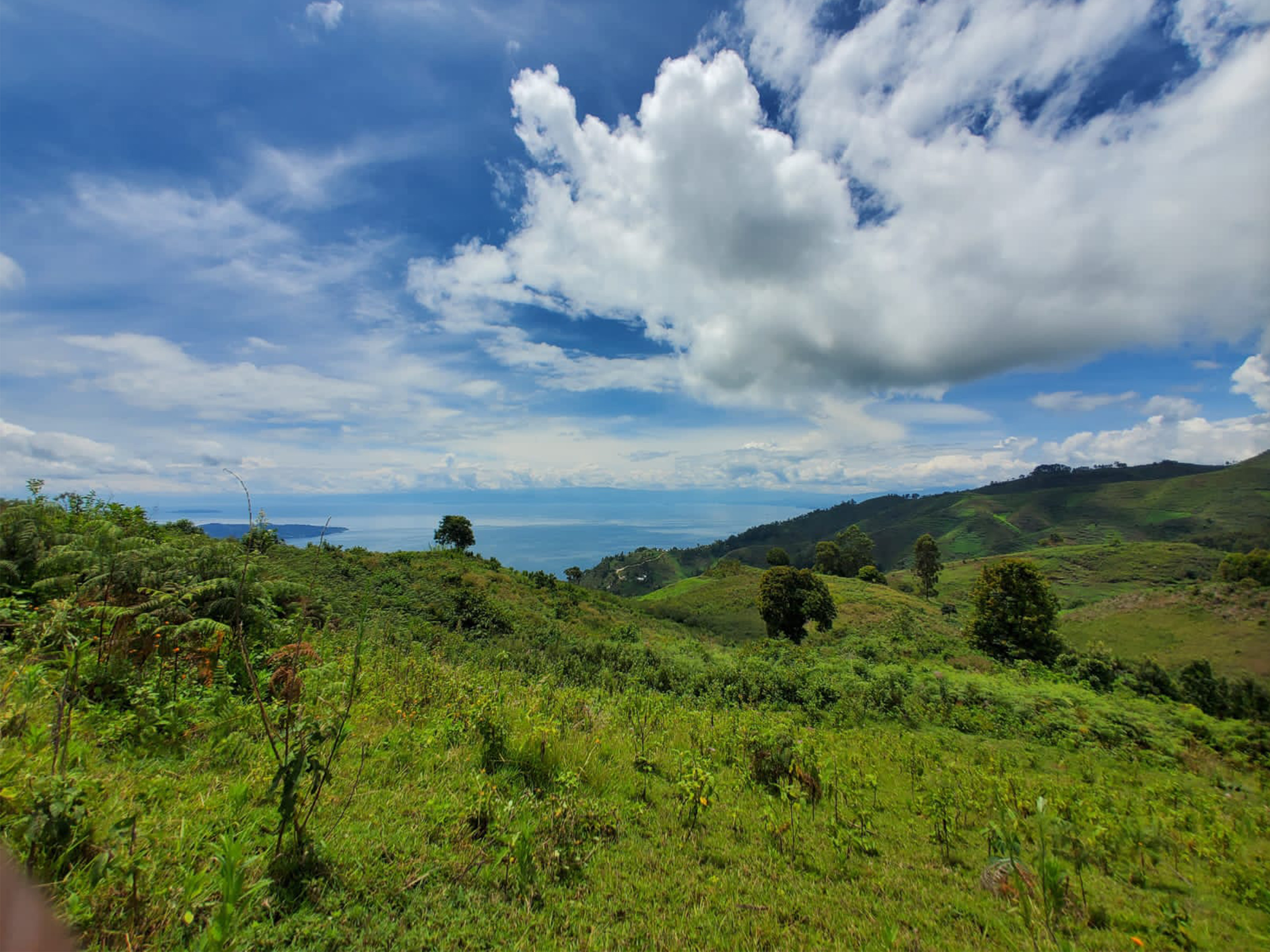
Idjwi
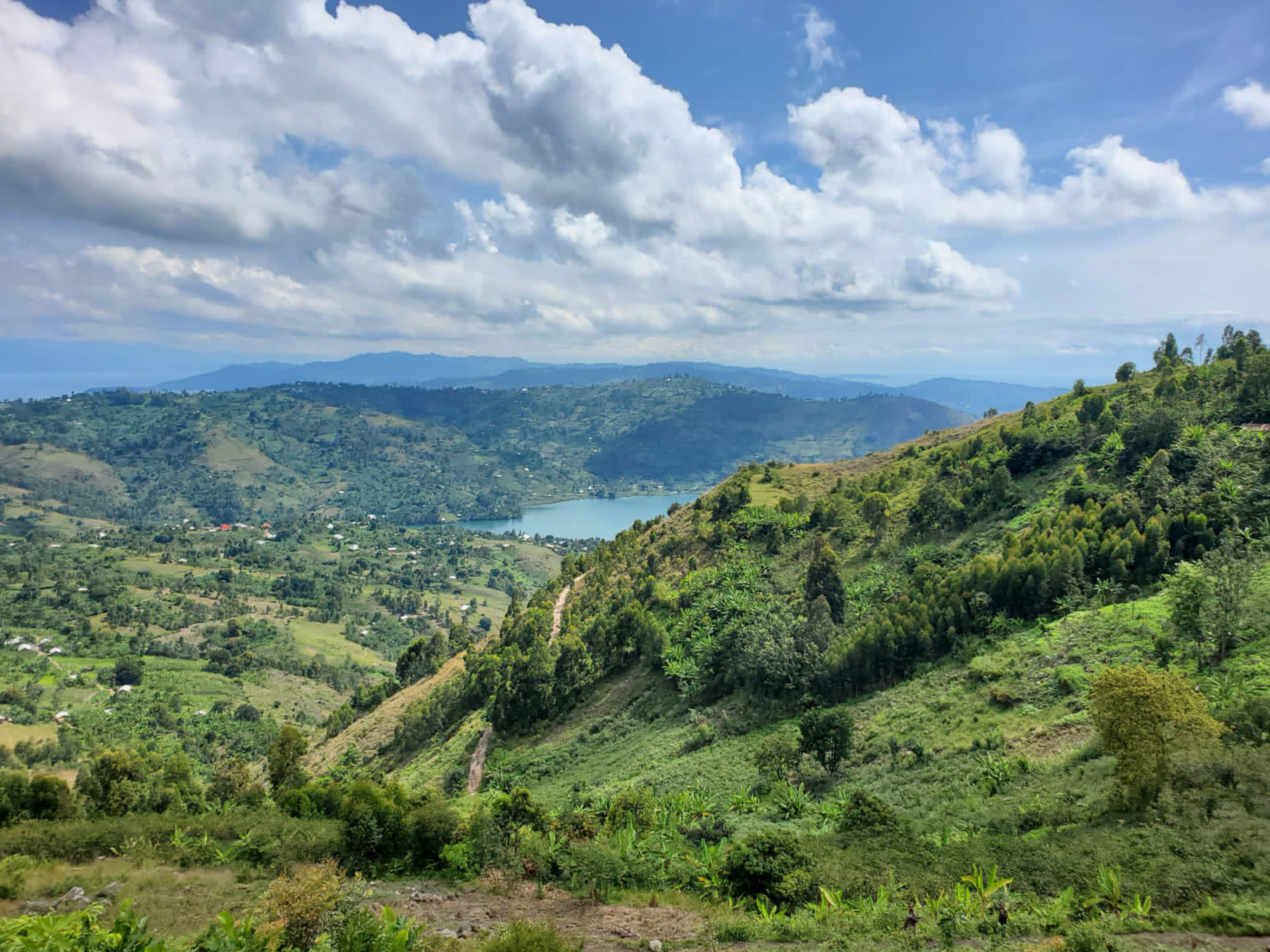
Idjwi
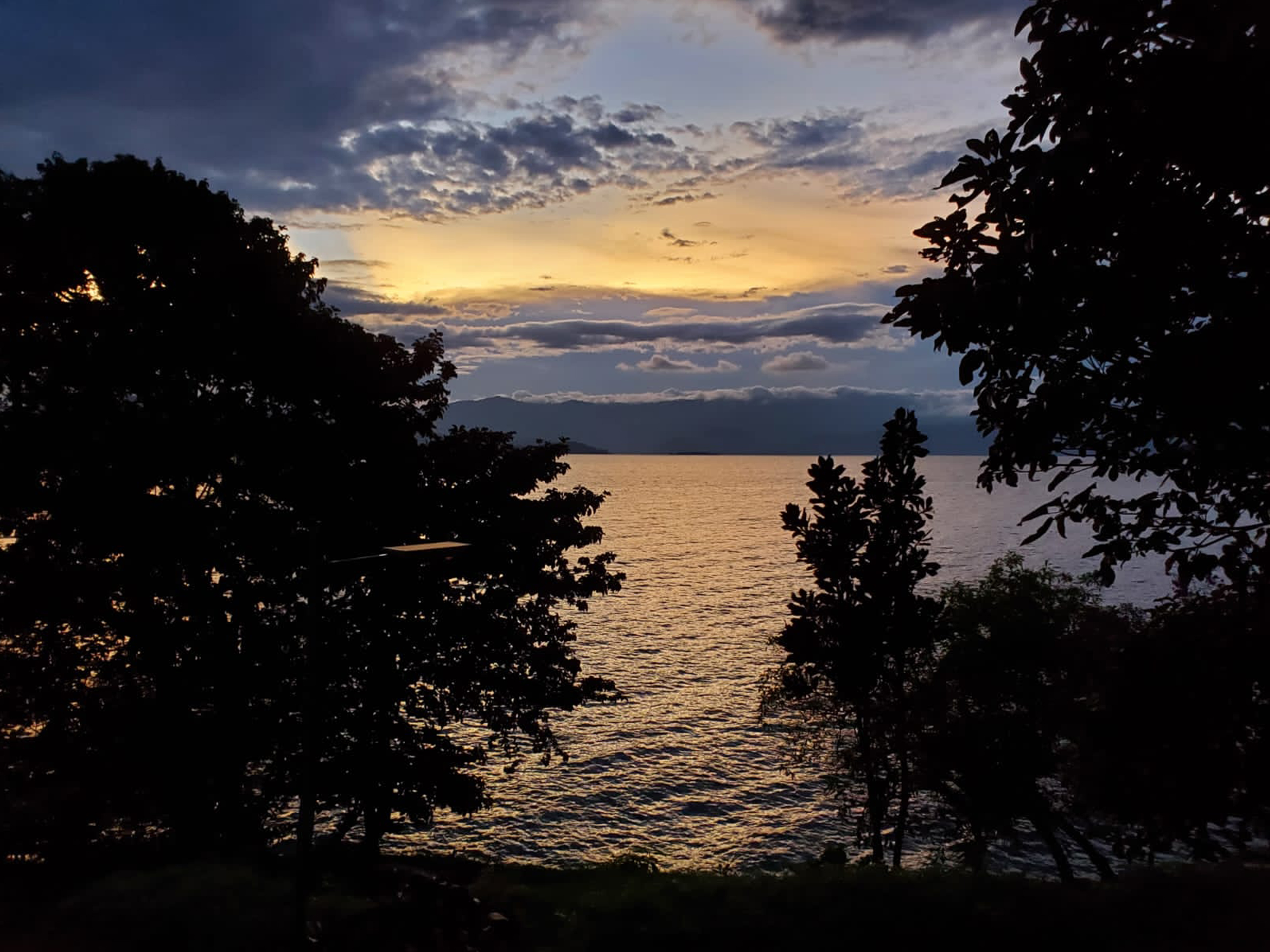
Idjwi Le soleil couchant vue du lac kivu
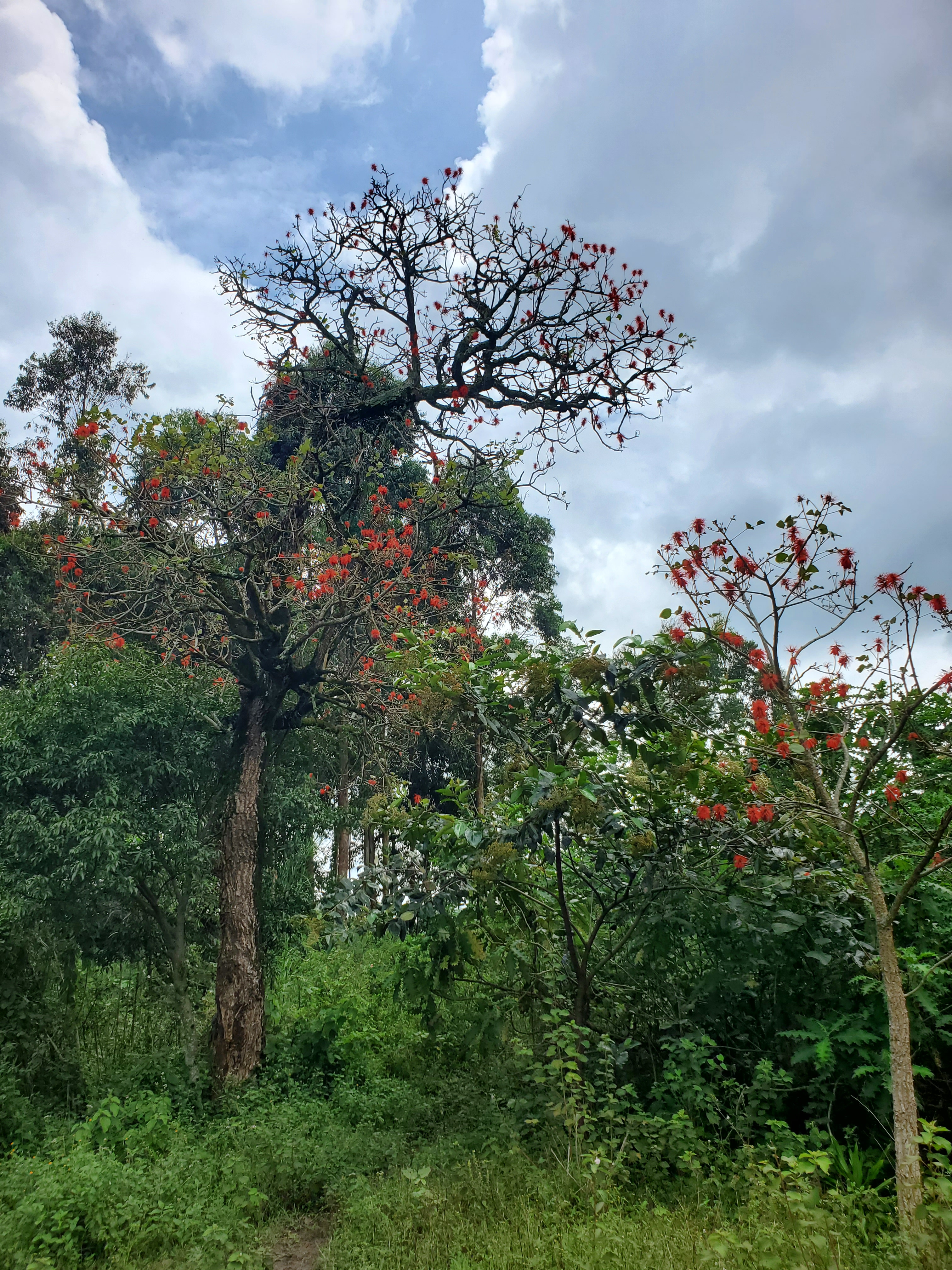
Petits arbres sur l'île Idjwi